# Landau (carruagem)

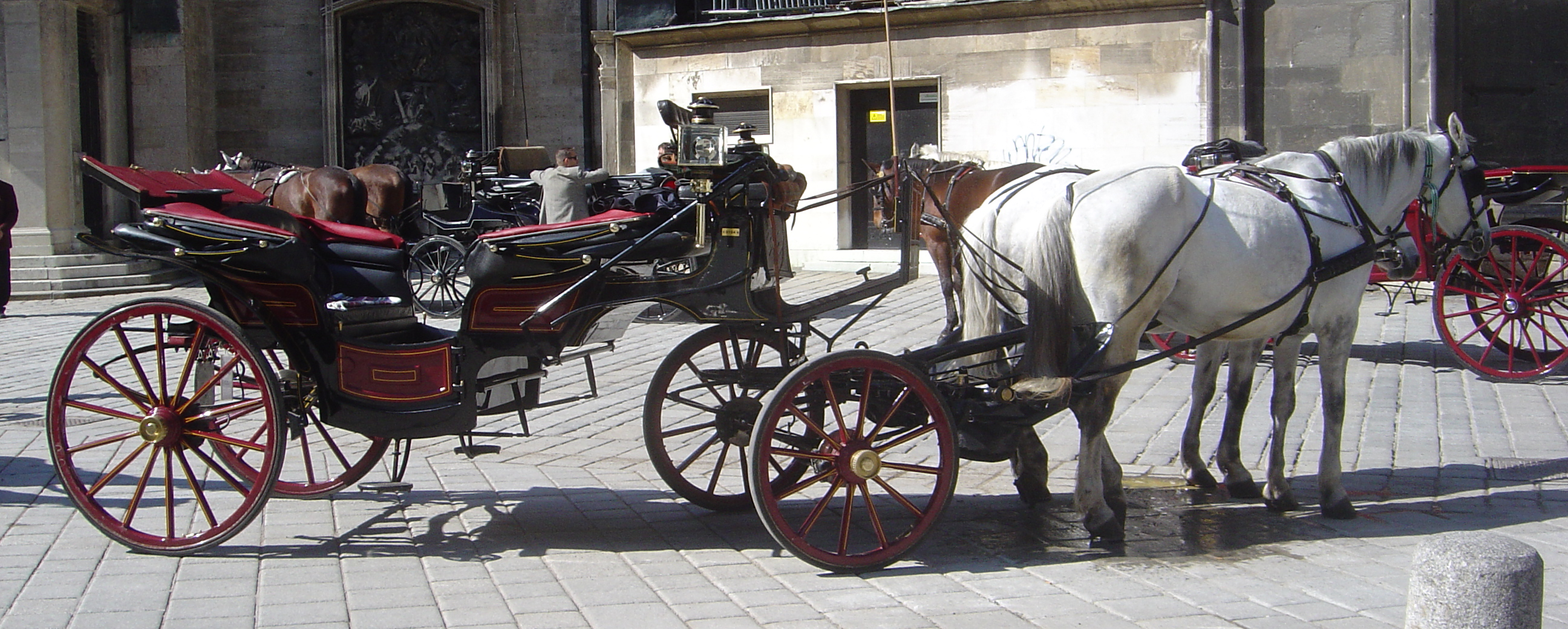
Um landau na cidade de Viena

O landau ou landó(ô) era um antigo tipo de carruagem de dois bancos situados frente a frente. Tem origem no século XVIII e deve o seu nome à cidade alemã de Landau, onde foi produzido.